# Morzinplatz
La Morzinplatz est une place de Vienne, dans l'Innere Stadt.

## Géographie
La place borde le Franz-Josefs-Kai, l'artère principale entre la vieille ville et le canal du Danube, au nord-est entre le Salztorbrücke (de) et le Marienbrücke. Il apparaît comme une extension carrée du quai, car il n’en est séparé par aucun bâtiment. Il n'y a aucune démarcation visible avec la Schwedenplatz, qui est adjacente au sud-est et constitue également une extension du quai. À la limite sud-ouest de la place du côté de la vieille ville, on remarque le niveau du terrain menant à la vieille ville surélevée, appelée par les géologues la "terrasse de la ville", à laquelle mène le Ruprechtsstiege. Au nord-ouest, la place borde le quartier du Textilviertel créé après 1860.
Le Rabensteig (Bermudadreieck) et la Marc-Aurel-Straße communiquent avec la place depuis la vieille ville. La Salzgrie, lieu de débarquement et de commerce des marchands de sel sur le canal du Danube, constitue pendant des siècles la frontière de la vieille ville. La Gonzagagasse vient du Textilviertel. La Kohlmessergasse, qui est parallèle au quai et va vers la Morzinplatz par le sud-est, n'existe plus depuis 1954.

## Histoire
Jusqu'au XVIe siècle, un bras du Danube qui suit le cours de l'actuelle Salzgries se jette dans le canal du Danube.
La place actuelle est créée vers 1860, après la suppression des remparts de la ville, dans le cadre de la construction du Franz-Josefs-Kai.
La place est nommée en 1888 en l'honneur du colonel Vinzenz von Morzin (1803-1882), chamberlain, qui fut le dernier de sa famille à léguer un million de florins à la ville de Vienne pour les pauvres, les orphelins et les enfants physiquement handicapés.
Pendant la Seconde Guerre mondiale, la place est l'adresse du siège de la Gestapo à Vienne, dans l'hôtel Métropole, au Morzinplatz 4, qui est détruit par le bombardement du 12 mars 1945. En face de l'ancienne entrée principale se trouve un monument à la mémoire des victimes de la Gestapo.
En 1944, un système de tunnels est construit à Vienne pour relier une partie des abris anti-aériens. Il y avait une structure de sortie abritée sur la Morzinplatz, également sur la Rudolfsplatz, au Volksgarten, au Burggarten et dans le Stadtpark.
Jusqu'en 1945, la place est bordée au sud-est par la façade latérale de la grande Herminenhof sur la Franz-Josefs-Kai, avec une longueur de façade de 110 m, qui était alors le plus grand bâtiment résidentiel (de groupe) de la période de construction de 1887 à 1890 à Vienne. (Derrière le bâtiment, la Kohlmessergasse était parallèle au quai entre la Morzinplatz et la Rotenturmstraße.) Le bâtiment est tellement endommagé lors de l'offensive de Vienne qu'une reconstruction n'est pas envisagée. Le chantier est nivelé et la zone, la Leopold-Figl-Hof, est intégrée à la Morzinplatz ; Les bâtiments restés en bordure de la vieille ville reçoivent des numéros de maison de la Franz-Josefs-Kai. Un parking souterrain est aménagé sous cet ancien chantier et la surface est aménagée.

## Adresses
- 1 et 2 : À droite de la Ruprechtsstieg menant à l'église Saint-Rupert, l'une des plus anciennes de Vienne, se trouvent les maisons au 1 et 2.
- Le 3 fait référence au bâtiment situé entre la Salzgries et la Gonzagagasse, dont le côté étroit fait face à la place.
- 4 : Leopold-Figl-Hof à la place de l'hôtel Métropole, détruit en 1945 ; en face du 4, monument à la mémoire des victimes de la Gestapo.

Il n'y a pas d'autres numéros de maison ; Le bloc de maisons à gauche du Ruprechtsstiege a l'adresse Franz-Josefs-Kai 29.

## Source de la traduction
- (de) Cet article est partiellement ou en totalité issu de l’article de Wikipédia en allemand intitulé « Morzinplatz » (voir la liste des auteurs).